# Platycheirus angustitarsis
Platycheirus angustitarsis är en tvåvingeart som först beskrevs av Kanervo 1934.  Platycheirus angustitarsis ingår i släktet fotblomflugor, och familjen blomflugor. Inga underarter finns listade i Catalogue of Life.